# William Lowndes Notcutt
William Lowndes Notcutt (Londres, 1819 - 1868) fue un botánico británico; notable taxónomo, y coleccionista, microscopista de todo tipo de variedades y especies.

## Algunas publicaciones

### Libros
- 1859. A handbook of the microscope and microscopic objects. 156 pp. En línea. Reimpreso por BiblioBazaar, 2010. 194 pp. ISBN 1-144-16829-5